# Pochód pierwszomajowy

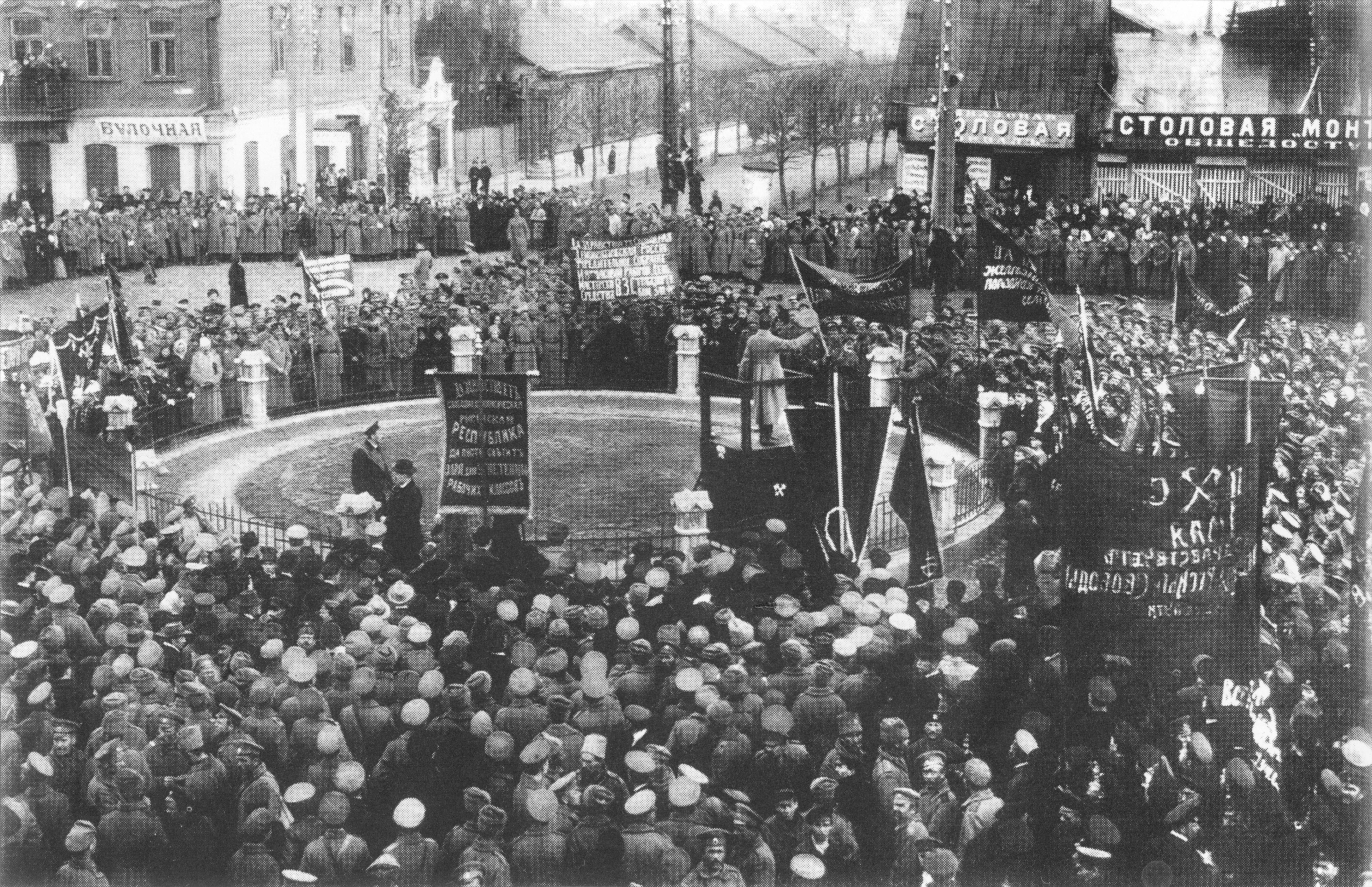
Demonstracja pierwszomajowa w Mińsku w 1917 roku

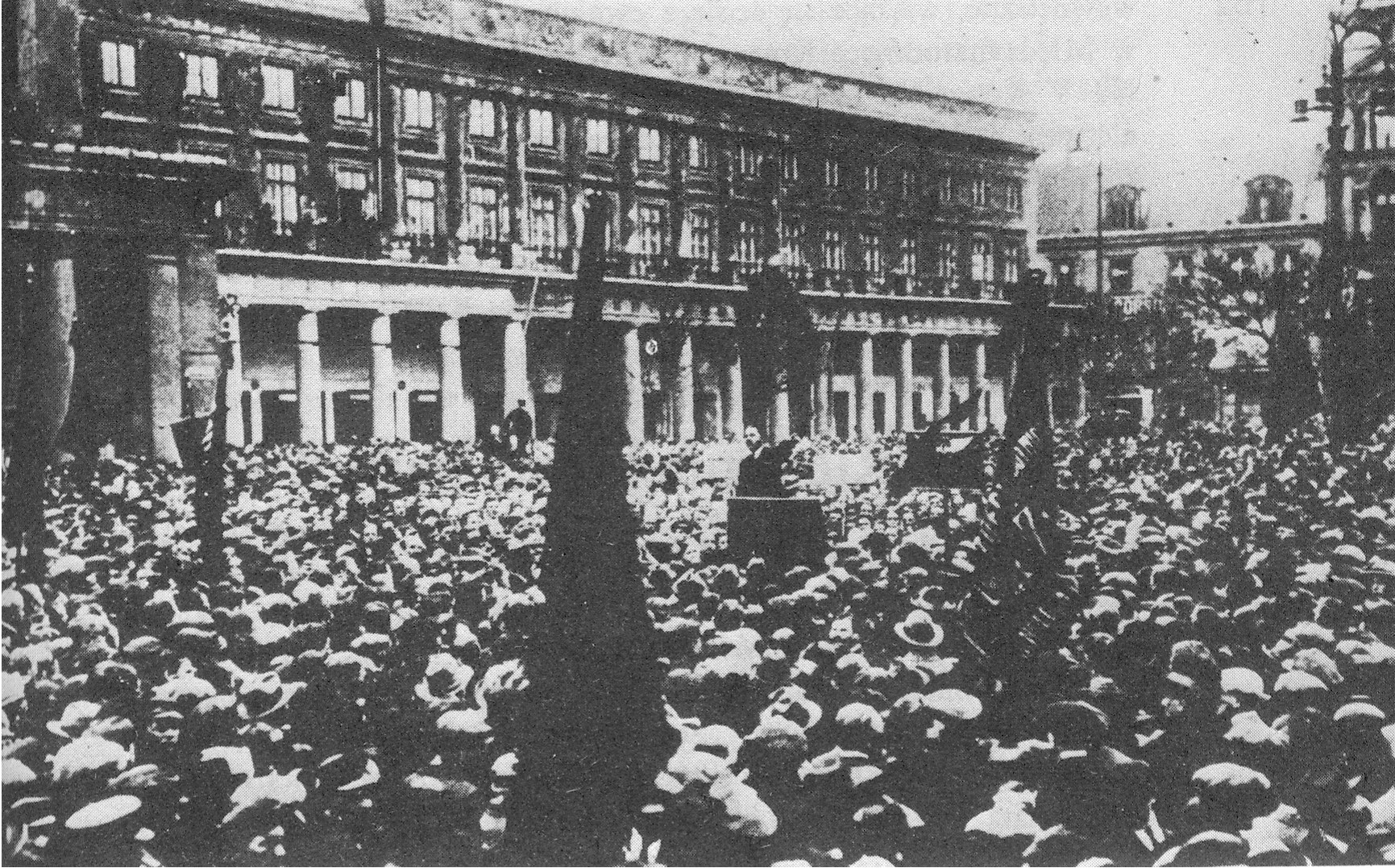
Wiec pierwszomajowy w Warszawie w 1925

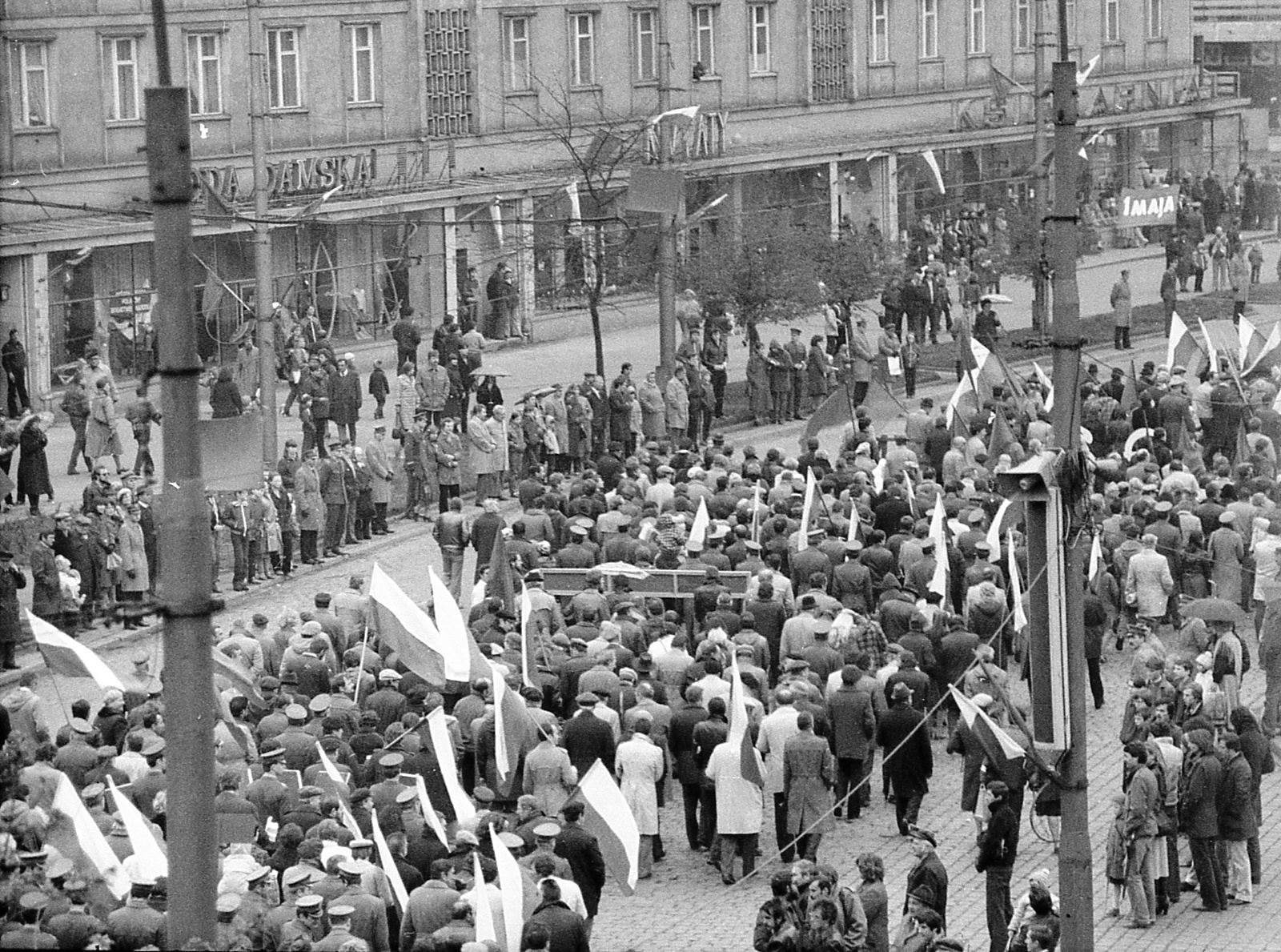
Oficjalny pochód pierwszomajowy we Wrocławiu w 1982

Pochód pierwszomajowy – manifestacja organizowana w wielu krajach dla uczczenia międzynarodowego święta klasy robotniczej, Święta Pracy, przypadającego 1 maja. W krajach bloku wschodniego organizowano oficjalne pochody pierwszomajowe.